# Chooz
Chooz – miejscowość i gmina we Francji, w regionie Grand Est, w departamencie Ardeny.
Według danych na rok 1990 gminę zamieszkiwały 803 osoby, a gęstość zaludnienia wynosiła 61 osób/km².

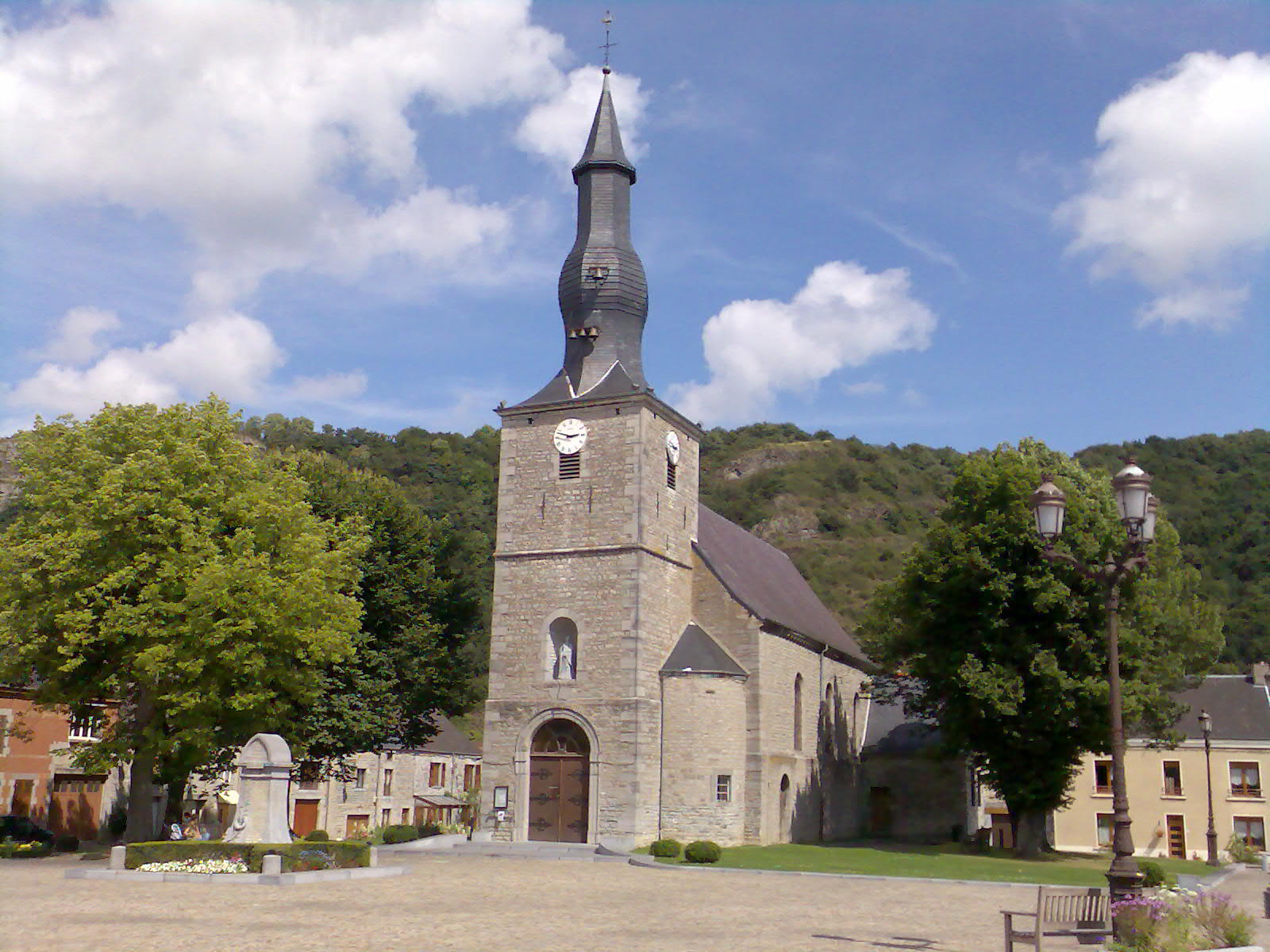
Kościół w Chooz, 2008